# Porvenir
Pour les articles homonymes, voir El Porvenir.
Porvenir est  une ville moderne,  commune du Chili située dans le détroit de Magellan  en Terre de Feu. Elle fait partie de la région de Magallanes et de l'Antarctique chilien. L'agglomération principale est la capitale de la Province de Terre de Feu, a aussi le statut de port de pêche. Créée en 1894 au fond de la baie Chilota, par des colons croates, chercheurs d'or, elle est considérée comme la capitale de la Terre de Feu chilienne en raison de son importance démographique et économique de l'île.

## Histoire

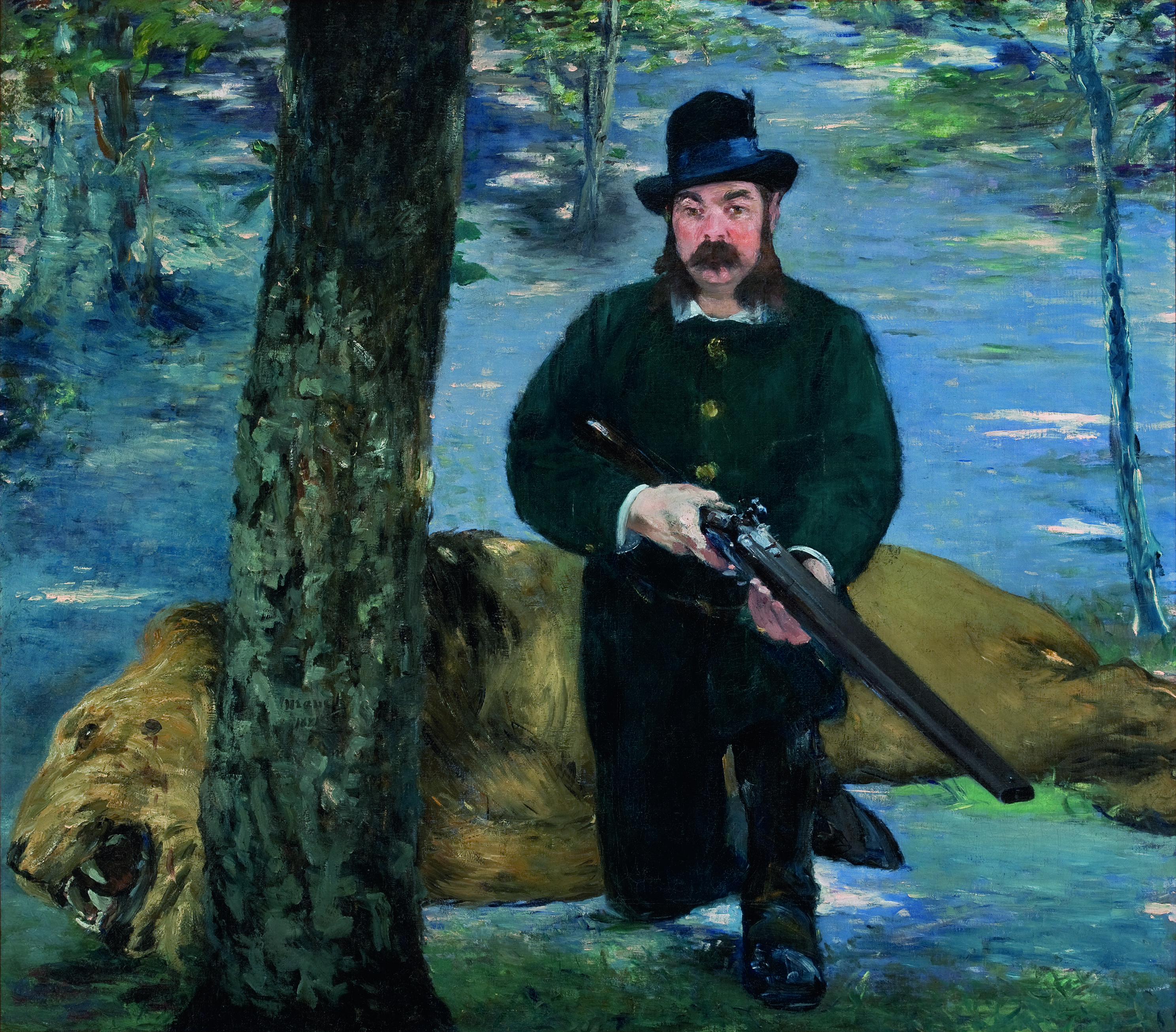
Portrait de Eugène Pertuiset par Édouard Manet en 1881

La ville de Porvenir est organisée en quadrillage. Elle fut construite à la suite d'une ruée vers l'or vers la fin du XIXe siècle. Ses habitants sont principalement d'origine croate et de l'île de Chiloé.
C'est en 1873 qu'Eugène Pertuiset, aventurier et explorateur français, célèbre pour son portrait réalisé par Édouard Manet, explore la partie Nord de la Terre de Feu à la recherche d'une ancienne civilisation Inca. Il se détournera de cet objectif pour l'intérêt aurifère. Il sollicita aux autorités l'achat de terres en Terre de Feu et sur l'île Dawson sans résultat,.

## Démographie
Les principales origines de ses habitants sont croates attirés par l'extraction de l'or. Des Chiloés sont parvenus dans cette région à la recherche d'une vie meilleure. En 2012, la population de la commune s'élevait à 5 907 habitants. La superficie de la commune est de 9 907 km2 soit une densité de 0,6 hab./km2. Les trois autres communes chiliennes de Terre de Feu significatives sont la commune de Primavera (1 629 habitants), celle de Timaukel (423 habitants) et enfin celle de Cabo de Hornos avec la ville de Puerto Williams.

## Économie
Porvenir s'est développée grâce à l'extraction du pétrole et du gaz. Aujourd'hui la pêche, l'élevage et dans une moindre mesure le tourisme constituent les principaux secteurs économiques. Porvenir possède des hôtels, des restaurants, des banques et un établissement de santé. Il y existe trois établissements scolaires : le collège Salesiano Maria Auxiliadora, l'école B. O'Higgins et le lycée polyvalent Hernando de Magallanes ainsi que trois jardins d'enfants. C'est le centre économique de la Terre de Feu chilienne. Elle est reliée avec la ville principale de la Patagonie chilienne Punta Arenas par ferry et par avion grâce à son aérodrome Capitán Fuentes Martinez à cinq kilomètres au nord de la ville. On y accède par les routes no 635, 629, 65 et 71, et depuis la Terre de Feu argentine.

Position de Porvenir (en rouge) au sein de la région de Magallanes et de l'Antarctique chilien.

## Personnalités
La biologiste et paléontologue Judith Pardo est native de Porvenir.

## Climat
| Mois                                  | jan.      | fév.      | mars      | avril     | mai       | juin       | jui.       | août       | sep.      | oct.      | nov.      | déc.      | année      |
| ------------------------------------- | --------- | --------- | --------- | --------- | --------- | ---------- | ---------- | ---------- | --------- | --------- | --------- | --------- | ---------- |
| Température minimale moyenne (°C)     | 7         | 6,6       | 5,3       | 3,4       | 1,3       | −0,7       | −1         | −0,1       | 1,3       | 2,7       | 4,4       | 5,8       | 3          |
| Température moyenne (°C)              | 11,4      | 11        | 9,5       | 7,1       | 4,4       | 2,1        | 1,9        | 3,1        | 5         | 7         | 9         | 10,3      | 6,8        |
| Température maximale moyenne (°C)     | 15,7      | 15,5      | 13,6      | 10,7      | 7,5       | 4,8        | 4,7        | 6,2        | 8,7       | 11,3      | 13,3      | 14,8      | 10,6       |
| Record de froid (°C) date du record   | −2 2016   | −2,2 2012 | −4,4 2002 | −5,4 1996 | −10 2002  | −10,2 1993 | −15,7 1992 | −10,8 1988 | −7 1999   | −4,8 2013 | −2,9 1986 | −3 2015   | −15,7 1992 |
| Record de chaleur (°C) date du record | 26,3 2008 | 32,2 2019 | 26 2005   | 20,8 2020 | 14,2 2006 | 12,3 2016  | 14,9 2008  | 13,6 2021  | 18,2 1996 | 20 2014   | 24,8 1992 | 27,4 2011 | 32,2 2019  |
| Précipitations (mm)                   | 37,2      | 28,3      | 43,4      | 42        | 34,1      | 27         | 31         | 31         | 24        | 24,8      | 27        | 31        | 380,8      |
| Nombre de jours avec précipitations   | 13        | 11        | 12        | 12        | 11        | 9          | 9          | 9          | 9         | 9         | 11        | 13        | 128        |

| Diagramme climatique                                  |             |             |           |            |           |         |           |          |             |           |           |
| J                                                     | F           | M           | A         | M          | J         | J       | A         | S        | O           | N         | D         |
| 15,7737,2                                             | 15,56,628,3 | 13,65,343,4 | 10,73,442 | 7,51,334,1 | 4,8−0,727 | 4,7−131 | 6,2−0,131 | 8,71,324 | 11,32,724,8 | 13,34,427 | 14,85,831 |
| Moyennes : • Temp. maxi et mini °C • Précipitation mm |             |             |           |            |           |         |           |          |             |           |           |